# C/2013 Y2 (PANSTARRS)
C/2013 Y2 (PANSTARRS) — одна з довгоперіодичних комет. Ця комета була відкрита 30 грудня 2013 року; вона мала 18.4m на час відкриття.